# KFC Union Leopoldsburg
KFC Union Leopoldsburg was een Belgische voetbalclub uit Leopoldsburg. De club was aangesloten bij de KBVB met stamnummer 288 en had groen en geel als kleuren. Union Leopoldsburg was een van de oudste clubs van Limburg, maar speelde in haar bestaan altijd in de provinciale reeksen.

## Geschiedenis
De club ontstond in het begin van de 20ste eeuw en sloot zich in 1923 aan bij de Belgische Voetbalbond als FC Union Bourg-Léopoldoise. De club ging in de gewestelijke reeksen van start.
Met Excelsior FC Heppen, ontstaan in 1943 en later gefusioneerd tot KESK Leopoldsburg, kreeg de gemeente Leopoldsburg een jongere voetbalclub die opklom in de provinciale reeksen en op het eind van de 20ste eeuw zelfs de nationale reeksen bereikte. Het oude Union Leopoldsburg bleef echter altijd in de provinciale reeksen spelen.
In 1960, toen Union in Leopoldsburg, voor de gemeentelijke fusies, nog de enige voetbalclub was, ontstond in de gemeente ook een basketbalclub met de naam Union, namelijk Union BBC Leopoldsburg.
Op het eind de eeuw ging het bergaf met de club, die leed onder de concurrentie van SK Strooiendorp en later KESK Leopoldsburg. Union Leopoldsburg was al weggezakt naar de onderste regionen van het provinciaal voetbal. In 1996 dreigde de club zonder voorzitter te vallen en trad men ook niet meer met jeugdploegen in competitie en in 2007 nam ook de secretaris ontslag. In 2010 legde de club de boeken neer. Union eindigde zijn laatste seizoen als allerlaatste in zijn reeks in Vierde Provinciale, na een seizoen waarin het slechts twee competitiewedstrijden won en een doelsaldo van 37-207 haalde.

## Resultaten
| Seizoen | Klasse | Klasse | Klasse | Klasse | Klasse | Klasse | Klasse | Klasse | Reeks                                     | Punten                                    | Opmerkingen                               |
|         | I      | II     | III    | IV     | P.I    | P.II   | P.III  | P.IV   | Vanaf 1952/53 zijn er 4 nationale niveaus | Vanaf 1952/53 zijn er 4 nationale niveaus | Vanaf 1952/53 zijn er 4 nationale niveaus |
| ------- | ------ | ------ | ------ | ------ | ------ | ------ | ------ | ------ | ----------------------------------------- | ----------------------------------------- | ----------------------------------------- |
| 2004/05 |        |        |        |        |        |        |        | 11     | Vierde Prov. Limb. A                      | 32                                        |                                           |
| 2005/06 |        |        |        |        |        |        |        | 14     | Vierde Prov. Limb. A                      | 14                                        |                                           |
| 2006/07 |        |        |        |        |        |        |        | 14     | Vierde Prov. Limb. A                      | 14                                        |                                           |
| 2007/08 |        |        |        |        |        |        |        | 16     | Vierde Prov. Limb. B                      | 28                                        |                                           |
| 2008/09 |        |        |        |        |        |        |        | 18     | Vierde Prov. Limb. A                      | 16                                        |                                           |
| 2009/10 |        |        |        |        |        |        |        | 16     | Vierde Prov. Limb. A                      | 6                                         |                                           |